# Guiller
Guiller is de naam van twee Franse historisch merken van motorfietsen.
Beide merken bestonden in de jaren vijftig.
Het eerste merk met deze naam begon in 1950 met de productie van bromfietsen, maar maakte ook lichte motorfietsjes met 108-, 125-, 150- en 175cc-tweetaktmotoren. In 1953 verscheen ook een 250cc-viertaktmodel een bovenliggende nokkenas. Wanneer de productie eindigde is niet bekend, maar waarschijnlijk vóór 1955 omdat René Guiller kennelijk geen problemen met de merkrechten ondervond.
René Guiller bouwde aanvankelijk scooters met 125- en 150cc-twee- en viertaktmotoren en later met 175cc-viertaktmotoren. Het betrof hier feitelijk in licentie geproduceerde SIM-scooters. In 1955 volgde een 125cc-motorfietsje met een AGF-motor. Het had een forse centrale framebuis, een telescoopvork voor en een swingarm achter. Het modellenaanbod werd echter al snel groter en nog in hetzelfde jaar presenteerde Guiller een groot aantal modellen met motoren tot 250 cc die gekocht werden bij Ydral, AMC, Aubier Dunne, VAP en andere merken.
Bromfietsen met ILO tweetaktmotoren werden ook onder de naam Condor verkocht.
Bovendien bouwde men de Italiaanse SIM-scooters in licentie. In 1954 fuseerde Guiller met AGF. De productie eindigde tussen 1956 en 1960.